# 阿涅尔 (厄尔省)
阿涅尔（法語：Asnières，法語發音：[anjɛʁ]）是法国厄尔省的一个市镇，属于贝尔奈区。

## 地理
阿涅尔（49°11'44"N, 0°23'54"E）面积8.14 平方千米，位于法国诺曼底大区厄尔省，该省份为法国北部内陆省份，北起滨海塞纳省，西接奧恩省和卡爾瓦多斯省，南至厄尔-卢瓦省，东临瓦兹省、瓦兹河谷省和伊夫林省。
与阿涅尔接壤的市镇（或旧市镇、城区）包括：菲米雄、穆瓦约、勒潘、巴约勒拉瓦莱、莫兰维尔-茹沃、皮安库尔。

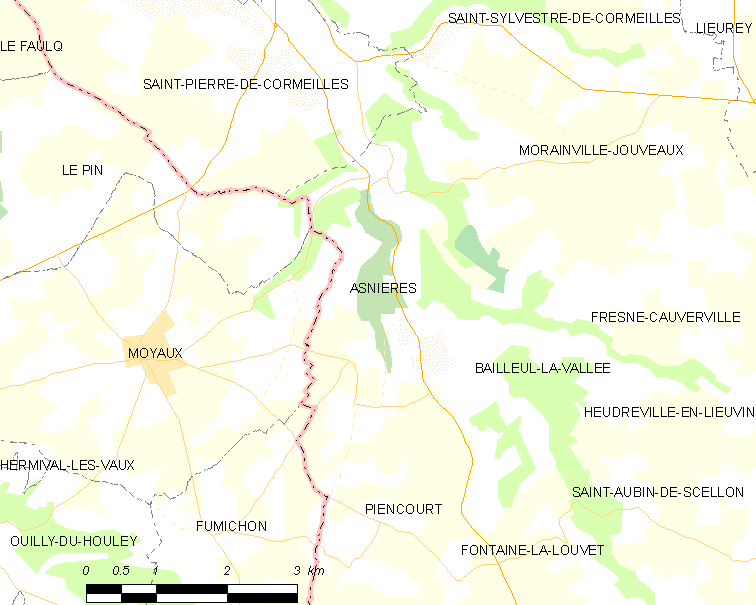
的OSM定位图

阿涅尔的时区为UTC+01:00、UTC+02:00（夏令时）。

## 行政
阿涅尔的邮政编码为27260，INSEE市镇编码为27021。

## 政治
阿涅尔所属的省级选区为伯兹维尔县。

## 人口

1962-2008年间人口变化图示

阿涅尔于2022年1月1日时的人口数量为338人。